# Frode Sørensen
Frode Otto Sørensen (ur. 8 lutego 1912 w Kopenhadze, zm. 1 sierpnia 1980 w Sztokholmie) – duński kolarz szosowy, wicemistrz olimpijski oraz wicemistrz świata.
I== Kariera ==
Pierwszy sukces w karierze Frode Sørensen osiągnął w 1932, kiedy wspólnie z Henrym Hansenem i Leo Nielsenem zdobył srebrny medal w drużynowej jeździe na czas podczas igrzysk olimpijskich w Los Angeles. Na tych samych igrzyskach w rywalizacji indywidualnej zajął piątą pozycję. W 1936 wystartował na igrzyskach olimpijskich w Berlinie, gdzie indywidualnie był dwunasty, a drużyna duńska nie została sklasyfikowana. W 1937 wystartował na mistrzostwach świata w Kopenhadze, gdzie zdobył srebrny medal w wyścigu ze startu wspólnego amatorów, ulegając jedynie Włochowi Adolfo Leoniemu. Pięciokrotnie zdobywał złote medale szosowych mistrzostw kraju w wyścigu ze startu wspólnego amatorów (1931, 1932, 1935, 1936 i 1938). Wraz z kolegami z reprezentacji zdobywał złote medale w wyścigu drużynowym na mistrzostwach krajów nordyckich w Kopenhadze (1935), Sztokholmie (1936) i Oslo (1937).